# Борец лесной
Боре́ц лесной (лат. Aconitum nemorum) — многолетнее травянистое растение, вид рода Борец (Aconitum) семейства Лютиковые (Ranunculaceae).

## Распространение и экология
Ареал вида охватывает Тянь-Шань и Памиро-Алай. Описан из окрестностей города Алма-Ата.
Произрастает в лесах.

## Ботаническое описание
Корневище в виде не толстой цепочки из сросшихся веретеновидных или коротких, треугольных клубней длиной 1—3 см и шириной 5—8 мм. Стебель прямой, высотой до 1 м, равномерно олиственный почти от самого основания, с редким опушением из мелких, вниз направленных волосков, в соцветии и на цветоножках опушение сильнее, состоит из отстоящих прямых волосков.
Все листья, кроме самых верхних, черешковые, прикорневые ко времени цветения обыкновенно отмирают. Черешки длиной 0,5—10 см, голые или с едва заметными волосками. Пластинка листа длиной 3—8 см, шириной 5—12 см, в общем очертании пятиугольная, голая, почти до основания рассечена на пять ромбических сегментов, шириной 2—3,5 см в широкой, нерассечённой части, каждый сегмент делится на три крупные доли.
Соцветие — очень рыхлая, конечная кисть с сильно расставленными (4—б см) в нижней части цветоносами, опушёнными, как и цветоножки, отстоящими волосками. Цветки сине-фиолетовые, снаружи слабо опушённые, к концу цветения длина (от конца нижних долей околоцветника до верхушки шлема) около 3 см, ширина около 1,5 см. Шлем высотой 0,7—0,9 см, длиной 1,5—1,8 см, шириной 1,3—1,6 см; боковые доли околоцветника почти округлые, длиной 1,1—1,3 см, шириной 1,2—1,4 см, по краю ресничатые; длина нижних долей около 1 см, ширина, соответственно, 1,5—2 и 2—4 мм. Нектарники с изогнутым ноготком, невздутой пластинкой, головчатым шпорцем; тычинки голые или с одиночными волосками; завязи в числе трёх, голые.

## Значение и применение
Применялся в народной медицине как средство от малярии.

## Таксономия
Вид Борец лесной входит в род Борец (Aconitum) трибы Живокостные (Delphinieae) подсемейства Лютиковые (Ranunculoideae) семейства Лютиковые (Ranunculaceae) порядка Лютикоцветные (Ranunculales).
|  |                       |  |                                               |                                               |                                         |  | ещё четыре подсемейства (согласно Системе APG II) | ещё четыре подсемейства (согласно Системе APG II) |                                           |  |  |  | ещё 2 рода              | ещё 2 рода       |  |  |
|  |                       |  |                                               |                                               |                                         |  | ещё четыре подсемейства (согласно Системе APG II) | ещё четыре подсемейства (согласно Системе APG II) |                                           |  |  |  | ещё 2 рода              | ещё 2 рода       |  |  |
|  |                       |  |                                               | семейство Лютиковые                           |                                         |  |                                                   |                                                   | триба Живокостные                         |  |  |  |                         | вид Борец лесной |  |  |
|  |                       |  |                                               | семейство Лютиковые                           |                                         |  |                                                   |                                                   | триба Живокостные                         |  |  |  |                         | вид Борец лесной |  |  |
|  | порядок Лютикоцветные |  |                                               |                                               | подсемейство Лютиковые (Ranunculoideae) |  |                                                   |                                                   | род Борец, или Аконит                     |  |  |  |                         |                  |  |  |
|  | порядок Лютикоцветные |  |                                               |                                               |                                         |  |                                                   |                                                   |                                           |  |  |  |                         |                  |  |  |
|  |                       |  | ещё десять семейств (согласно Системе APG II) | ещё десять семейств (согласно Системе APG II) |                                         |  |                                                   | ещё восемь триб (согласно Системе APG II)         | ещё восемь триб (согласно Системе APG II) |  |  |  | ещё от 250 до 300 видов |                  |  |  |
|  |                       |  |                                               | ещё десять семейств (согласно Системе APG II) |                                         |  |                                                   |                                                   | ещё восемь триб (согласно Системе APG II) |  |  |  |                         |                  |  |  |